# Alluaudomyia undecimpunctata
Alluaudomyia undecimpunctata är en tvåvingeart som beskrevs av Tokunaga 1940. Alluaudomyia undecimpunctata ingår i släktet Alluaudomyia och familjen svidknott. Inga underarter finns listade i Catalogue of Life.